# Temple d'Isis (Philæ)

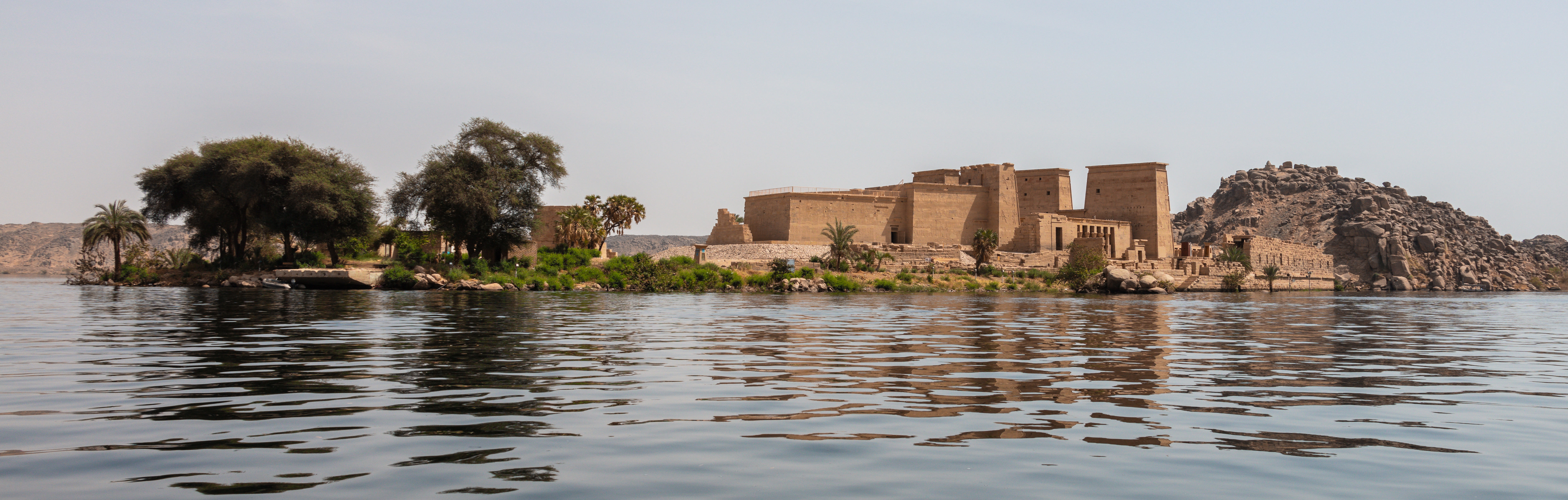
Le temple d'Isis sur l'ile du Nil. Avril 2022.

Pour les articles homonymes, voir Liste des temples d'Isis.
Le temple d'Isis à Philæ, situé dans le quart sud-ouest de l'île, est la principale construction de Philæ. C'est l'un des sanctuaires majeurs de la déesse en Égypte. 
Le temple a été érigé par les souverains lagides (dynastie hellénistique, 332-30 AEC) sur un sanctuaire antérieur, qui serait l'œuvre d'Ahmôsis II (Amasis, 570-526 AEC), pharaon de la XXVIe dynastie dont le nom est attesté sur de nombreux blocs de remploi. Nectanébo Ier, pharaon de la XXXe dynastie, qui règne de 380 à 362 avant notre ère fait construire un élégant pavillon vers 370, à la pointe méridionale de l'île. 
C'est l'ultime lieu de culte de la déesse ; vers 530 la fermeture du temple est ordonnée par l'empereur Justinien.
À la suite de la construction du haut barrage d'Assouan l'île véritable a été submergée dans les années 1970. Le temple fait partie d'un ensemble de monuments édifiés sur l'île aux époques pharaoniques et gréco-romaines qui ont été déplacés sur l'île voisine d'Aguilkia, aussi appelée Philæ par commodité, notamment comme lieu de destination touristique mondiale.
L'esplanade située devant le premier pylône est fermée par un portique aux chapiteaux variés. Le mur occidental est percé de fenêtres donnant sur l'île de Biggeh, désormais un îlot depuis le déplacement du temple, et d'un escalier entre les douzième et treizième colonnes menant à un nilomètre. La corniche du portique est décorée de disques solaires situés précisément face aux temples d'Arensnouphis, de Biggeh et d'Imhotep. Le plafond est orné de vautours, Nekhbet, aux ailes déployées et regardant vers l'ouest.

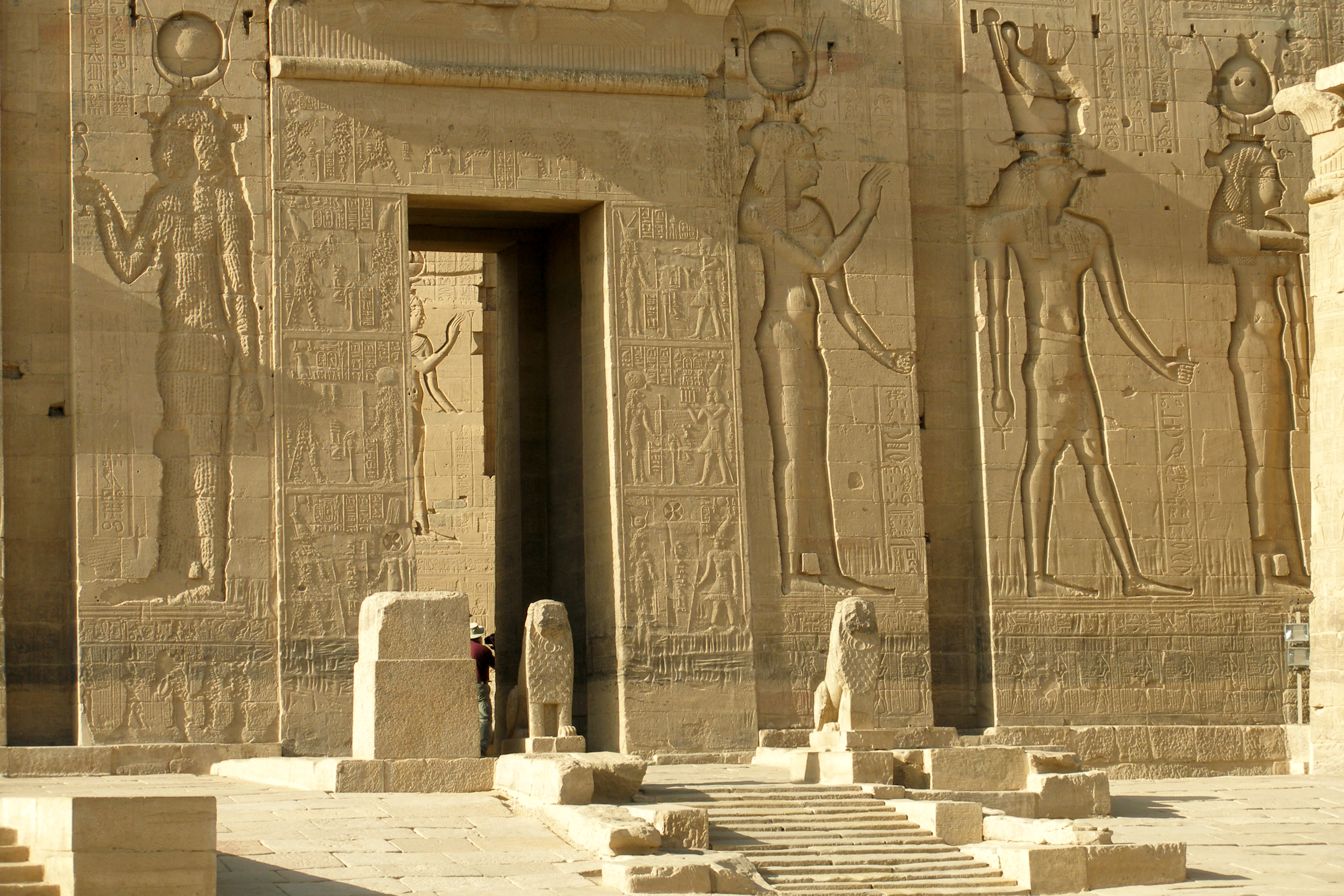
Entrée du temple d'Isis
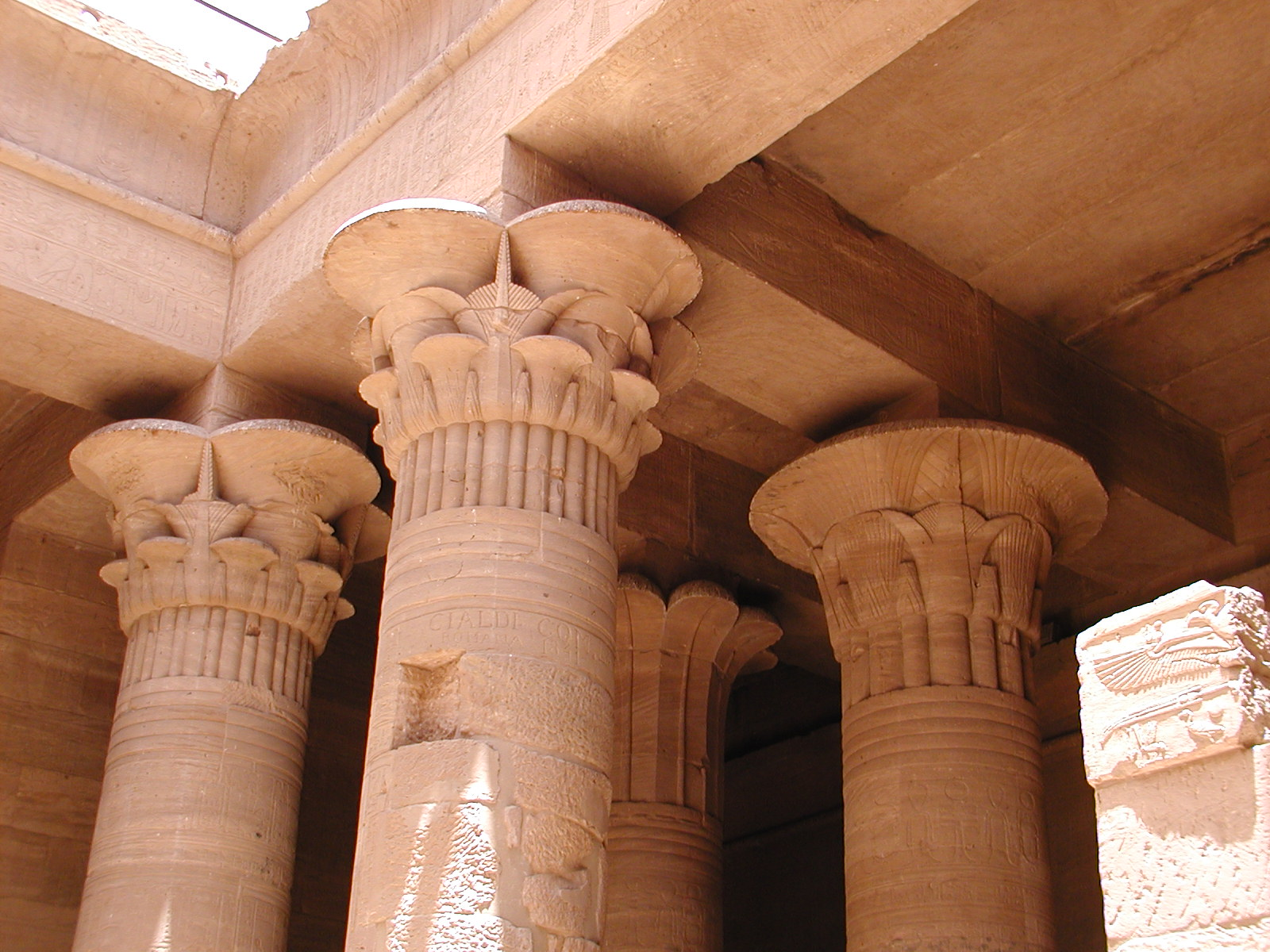
Chapiteaux papyriforme ouverts. Temple d'Isis
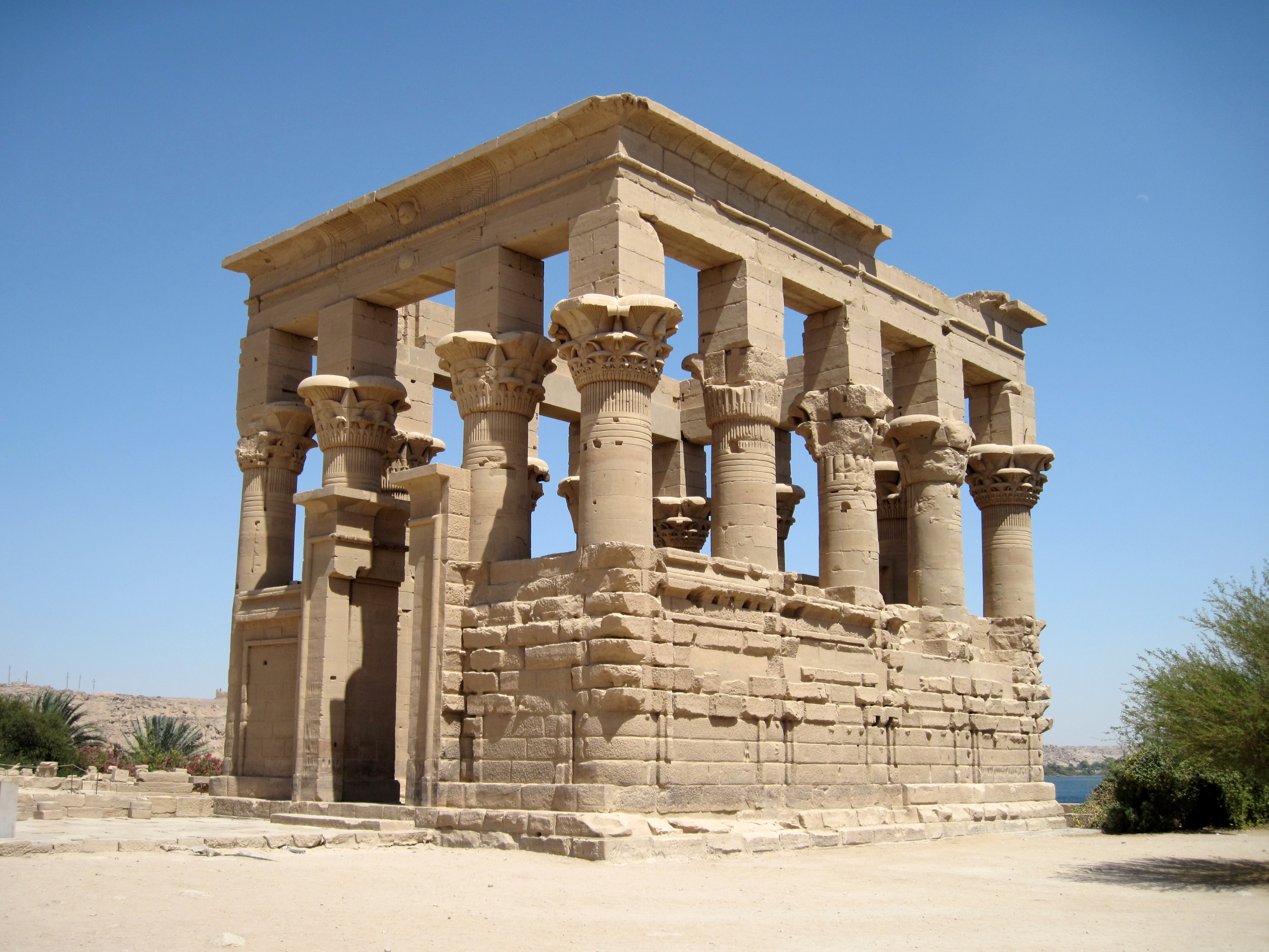
Kiosque de Trajan, Ier siècle